# Inwa
Inwa là một thành phố của Myanmar ở Vùng Mandalay. Thành phố có tên cũ là Ava và có một tên bằng tiếng Pali là Ratanapura (nghĩa là thành phố đá quý).

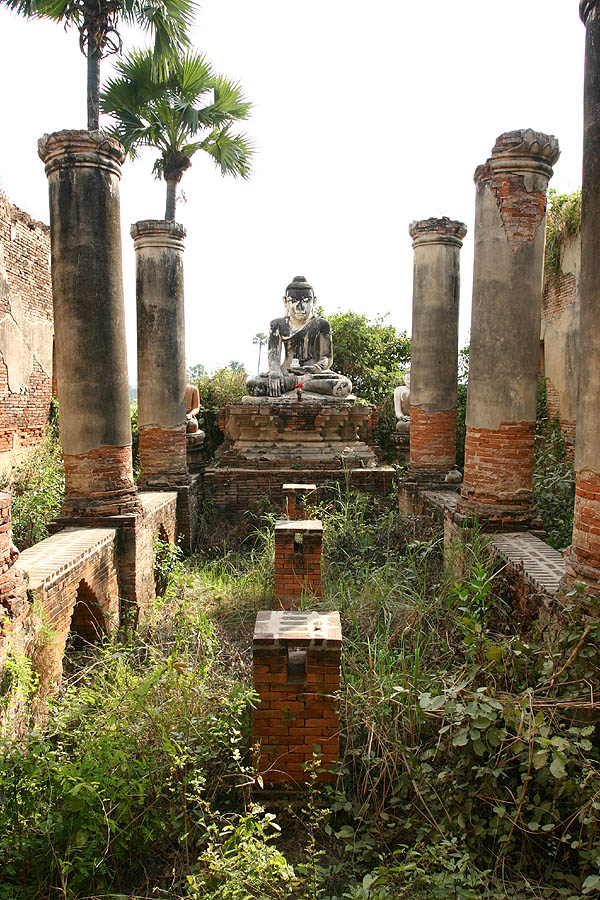
Phế tích kiến trúc cổ của kinh đô Ava xưa.

Trong quá khứ, Ava là kinh đô của nước Myanmar từ năm 1364 đến năm 1841. Người Miến chọn Ava làm kinh đô vào năm 1364 vì kinh đô trước đó là Pagan đã bị quân Nguyên Mông tàn phá và kinh đô tiếp theo ở Sagaing đã rơi vào tay người Shan do người Miến bị suy yếu sau cuộc tấn công của Mông Cổ. Vương quốc Ava được thành lập. Ở Ava, văn hóa Pagan đã được khôi phục và phát triển rực rỡ cho đến năm 1527 khi thành phố bị người Shan tấn công. Trong suốt lịch sử tồn tại của mình, vương quốc Ava luôn xung đột với những người Shan từ phía Bắc. Năm 1555, vương quốc Ava bị một vương quốc khác của người Miến ở phía Nam từ Taungoo chinh phục. Sự thống nhất này tạo điều kiện hình thành đế quốc Miến thứ hai do vua Tabinshwehti lập nên. Năm 1752, người Môn nổi dậy chống lại ách thống trị của người Miến và đã tấn công hủy diệt Ava. Alaungpaya, người sáng lập triều Konbaung và đế quốc Miến thứ ba đã đẩy lùi người Môn và lấy lại được thành phố, và tiếp tục chọn Ava làm kinh đô. Thời vua Bodawpaya, kinh đô ở nơi khác. Song đến thời vua kế tiếp, Ava lại được chọn làm kinh đô từ năm 1823. Năm 1841, một trận động đất đã tàn phá Ava. Kể từ đó, Ava không còn được chọn làm kinh đô nữa. Năm 1939, một trận động đất khác đã tàn phố cung điện cũ.